# جودوين جايلز
جودوين جايلز (16 يونيو 1876 - 1 يونيو 1955)  (بالإنجليزية: Godwin Giles)‏ هو لاعب كريكت بريطاني (وحمل سابقاً جنسية المملكة المتحدة لبريطانيا العظمى وأيرلندا).